# Anthodioctes lauroi
Anthodioctes lauroi är en biart som först beskrevs av Jesus Santiago Moure 1947.  Anthodioctes lauroi ingår i släktet Anthodioctes och familjen buksamlarbin. Inga underarter finns listade i Catalogue of Life.